# Fonds des générations
Le Fonds des générations est un fonds de fiducie créé en 2006 par le gouvernement du Québec afin de réduire la dette publique. Sa gestion est confiée à la Caisse de dépôt et placement du Québec.
Au 31 mars 2025, la valeur comptable du Fonds s’élevait à 16,8 milliards de dollars canadiens. En tenant compte des versements et des revenus de placements prévus au cours des prochaines années, le Fonds des générations devrait atteindre 26,8 milliards de dollars au 31 mars 2030.

## Historique
La création du Fonds a été annoncée par le gouvernement de Jean Charest lors du budget 2006. Il visait à amasser une somme suffisante pour remplir deux objectifs d'ici l'année financière 2025-2026 : réduire la dette publique brute du Québec de 49,9 % (139 milliards de dollars canadiens) à 45 % du PIB québécois et réduire la dette résultant de l'accumulation des déficits (écart entre passifs et actifs du gouvernement) à 17 % du PIB. En 2018, cette dernière s’élevait à 114,6 milliards de dollars, soit 27,5 % du PIB.
En mars 2018, pour le budget 2018-2019, le gouvernement de Philippe Couillard annonça puiser 2 milliards de dollars par an pendant cinq ans dans le Fonds des générations pour ramener la dette publique du Québec à 45 % du PIB en 2022-2023 et améliorer la cote de crédit de la province. La dette brute s’élevait alors à 201 milliards de dollars, soit 48,2 % du PIB,.
Le 3 décembre 2018, le gouvernement de François Legault, nouvellement élu, décida de retirer 10 milliards de dollars du Fonds, répartis sur les budgets 2018-2019 et 2019-2020, pour réduire la dette brute à 45 % du PIB dès 2020-2021. La dette brute s’établissait à 200,8 milliards de dollars, soit 46,1 % du PIB.
Les budgets 2024-2025 et 2025-2026 consacrent respectivement 4,4 milliards et 2,5 milliards de dollars du Fonds au remboursement d'emprunts.

## Fonctionnement
Le Fonds des générations est un fonds spécial destiné exclusivement au remboursement de la dette brute du Québec. Il est alimenté par plusieurs sources dédiées :
- les redevances hydrauliques auxquelles sont assujetties Hydro-Québec et les producteurs d'électricité privés pour chaque kilowatt-heure produit ;
- une partie du dividende versé par Hydro-Québec correspondant au profit supplémentaire engendré par l'indexation du prix de l'électricité patrimoniale ;
- la totalité des revenus miniers ;
- un montant de la taxe spécifique sur les boissons alcooliques ;
- la liquidation des biens non réclamés par Revenu Québec ;
- les intérêts de placement du fonds.

Ces sources alimentant exclusivement le Fonds, le gouvernement doit faire des surplus au moins égaux à ces sommes pour présenter un budget équilibré. L’intérêt financier du fonds est de générer un rendement plus élevé que le coût d'emprunt du gouvernement.
Pour l’année financière 2015-2016, 1,6 milliard de dollars ont été versés au Fonds des générations, soit 1,5 milliard de dollars en provenance des sources de revenus qui lui sont dédiées, auxquels se sont ajoutés 131 millions de dollars découlant de l’affectation au Fonds des générations du surplus cumulé de la Commission des normes du travail. Au 31 mars 2016, la valeur comptable du Fonds des générations s’est établie à 8,52 milliards de dollars.

## Évolution de la valeur du Fonds des générations
| Année fiscale | Valeur comptable | Valeur marchande | Versements | Retraits | Taux de rendement (wn %) |
| ------------- | ---------------- | ---------------- | ---------- | -------- | ------------------------ |
| 2006-2007     |                  |                  | 0,58       |          |                          |
| 2007-2008     | 0,58             | 0,57             | 0,64       |          | 5,6                      |
| 2008-2009     | 1,23             | 1,14             | 0,71       |          | −22,4                    |
| 2009-2010     | 1,95             | 1,59             | 0,72       |          | 11,3                     |
| 2010-2011     | 2,67             | 2,55             | 0,76       |          | 12,3                     |
| 2011-2012     | 3,43             | 3,52             | 0,84       |          | 4,0                      |
| 2012-2013     | 4,27             | 4,37             | 0,96       |          | 8,4                      |
| 2013-2014     | 5,23             | 5,55             | 1,42       |          | 12,0                     |
| 2014-2015     | 5,65             | 6,29             | 1,27       |          | 11,7                     |
| 2015-2016     | 6,93             | 8,18             | 1,58       |          | 8,1                      |
| 2016-2017     | 8,52             | 9,56             | 2,0        |          | 7,3                      |
| 2017-2018     | 10,52            | 12,24            | 2,29       |          | 8,5                      |
| 2018-2019     | 7,92             |                  | 3,1        | 8        | 4,4                      |
| 2019-2020     | 8,42             |                  | 2,5        | 2        | 9,5                      |
| 2020-2021     | 12,2             | 13,7             | 2,6        |          | 7,0                      |
| 2021-2022     | 15,67            | 16               | 3,1        |          | 11,4                     |
| 2022-2023     | 19,11            |                  | 3,4        |          | −7,9                     |
| 2023-2024     | 18,45            | 19,9             | 2,0        | 2,5      | 9,3                      |
| 2024-2025     | 16,81            | 19,2             | 2,7        | 4,4      | 10,4                     |

## Prévision de la valeur du Fonds des générations
| Année | Valeurs prévues en 2018 | Valeurs prévues en 2019 | Valeurs prévues en 2022 | Valeurs prévues en 2024 |
| ----- | ----------------------- | ----------------------- | ----------------------- | ----------------------- |
| 2019  | 19,1                    |                         |                         |                         |
| 2020  | 22,7                    | 8,96                    |                         |                         |
| 2021  | 26,7                    | 11,7                    |                         |                         |
| 2022  |                         | 14,75                   | 15,67                   |                         |
| 2023  |                         | 18,13                   | 19,11                   |                         |
| 2024  |                         | 21,82                   | 23,05                   | 16 701                  |
| 2025  |                         |                         | 27,43                   | 16 395                  |
| 2026  |                         |                         | 32,05                   | 18 806                  |
| 2027  |                         |                         | 37,01                   | 21 334                  |
| 2028  |                         |                         |                         | 23 969                  |